# Бобыкин, Евгений Васильевич
Евгений Васильевич Бобыкин (род. 22 января 1970, Миасс, Челябинская область или Челябинск) — советский, российский, хоккеист, нападающий. Мастер спорта России. Тренер.

## Биография
Воспитанник челябинского «Трактора», тренеры Валерий Рякин, Владимир Шабунин, Николай Бец. В сезоне 1986/87 дебютировал за фарм-клуб «Металлург» Челябинск в первой лиге. В 1988—1990 годах во время прохождения армейской службы играл за ШВСМ и СКА Свердловск. Вернувшись в Челябинск, три сезона (1990/91 — 1992/93) отыграл за «Мечел», затем стал выступать за «Трактор». По ходу сезона 1996/97 вернулся в «Мечел». Завершил карьеру в клубе «Сталь» (Аша, 2004/05).
Провёл восемь сезонов в МХЛ и РХЛ, бронзовый призёр МХЛ 1993/94.
Тренер в СДЮШОР «Мечел» (2005—2015, 2017—2018), МХК «Мечел» 2015—2017, СШОР им. Макарова (с 2019).
Тренер любительской команды «Центурион»/«Орион».